# Dynamo Drohobycz
Dynamo Drohobycz (ukr. СТ «Динамо» Дрогобич) – ukraiński klub piłkarski z siedzibą w mieście Drohobycz, na zachodzie kraju, działający w latach 1940–1954.

## Historia
Chronologia nazw:
- 1940: Dynamo Drohobycz (ukr. СТ «Динамо» Дрогобич)
- 1954: klub rozwiązano

Towarzystwo sportowe Dynamo zostało założone w Drohobyczu na początku 1940 roku. Na koniec 1939 roku z przyjściem radzieckich wojsk i po okupacji Zachodniej Ukrainy zaczął kształtować się system klubów sportowych charakterystyczny dla Związku Radzieckiego. Najpierw we Lwowie na początku grudnia 1939 roku powstało stowarzyszenie obronno-sportowe „Dynamo” (szef – Wasyl Panczenko). Następnie w innych miastach Zachodniej Ukrainy zaczęły powstawać kluby „Dynamo”.
W 1945 roku zespół brał udział w rozgrywkach Pucharu Ukraińskiego Towarzystwa Sportowego „Dynamo” na poziomie centralnym, grając w strefie zachodniej. W 1949 debiutował w Mistrzostwach Ukraińskiej SRR wśród drużyn kultury fizycznej, zajmując 8.miejsce w strefie 10. Również w 1949 startował w rozgrywkach Pucharu Ukraińskiej SRR. Ostatnia wzmianka o klubie pochodzi z 1954 roku.

## Sukcesy
- Puchar Ukraińskiej SRR:
  - 1/8 finału (1x): 1949
- Mistrzostwa Ukraińskiej SRR wśród drużyn kultury fizycznej:
  - 8. miejsce (1x): 1949 (strefa 10)
- Puchar obwodu drohobyckiego:
  - finalista (1x): 1940.

## Znani piłkarze
- Mieczysław Górski
- Wołodymyr Uszkałow